# Brent Stirton
Brent Stirton est un photojournaliste professionnel né à Durban en Afrique du Sud en 1969. 
Aujourd’hui basé à New York où il est chief staff photographer de l’agence Getty Images. Il est spécialisé dans les photos documentaires et régulièrement publié dans de nombreuses revues internationales, dont le National Geographic.

## Biographie
Brent Stirton est né en 1969 à Durban en Afrique du Sud. Il fait des études de journalisme à l’Université Durban Technikon et alors qu’il est encore étudiant commence à écrire sur la violence dans la région du KwaZulu-Natal. Il se lance dans la photo à cette époque car il ne trouve pas de photographe pour l’accompagner dans ses reportages.
En 1993, il est nommé photographe en chef de Scope Magazine ce qui l'amène à faire des reportages sur la violence au Rwanda, en Sierra Leone, au Burundi et en Angola. En 1994, il devient photographe en chef de Living Magazine en Afrique du Sud et continue à beaucoup voyager pour ses reportages.
En 1996, il signe dans l’agence photo Gamma à Paris avant de déménager à New York en 1998 et de passer chez l’agence partenaire de Gamma, Liaison Agency. Il y réalisera des reportages pour les plus grands titres de presse internationaux, parmi lesquels Géo, New York Times Magazine, Life, Forbes, Paris Match, Le Figaro, Newsweek, Der Spiegel, etc.
En 2000, Brent Stirton rejoint l’agence RPM à Londres et en 2008, il est élu Young Global Leader dans le cadre d’un programme du World Economic Forum. 
En 2013, Brent Stirton participe au projet inaugural de la société de production Blue Chalk Media, un documentaire intitulé First Sight: Sonia and Anita réalisé pour le compte de l'association WonderWork, qui offre des interventions chirurgicales low cost pour les enfants.
Aujourd’hui, Brent Stirton est Chief Staff Photographer chez Getty Images et il travaille très majoritairement pour la revue National Geographic. En plus de son travail au sein d’agences photos, il collabore régulièrement avec des organisations internationales telles que la Coalition mondiale de lutte contre le VIH/sida, la tuberculose et le paludisme, WWF, La Croix-Rouge, la Fondation Nike ou encore la Fondation Clinton.

## Méthode photographique
Brent Stirton est un photo-journaliste qui passe généralement 9 à 10 mois de l’année sur le terrain à faire des photos. Il a passé la majorité de sa carrière dans les pays du tiers-monde qui sont la base de son travail. Il est obsédé par l’idée d’être au cœur de son sujet. Il travaille généralement sur un planning très serré qui l’oblige à établir une relation de confiance avec ses sujets très rapidement.
Souvent, il utilise un système d’éclairage portatif, même dans les régions les plus reculées du monde, qui donne à ses photos un effet studio très reconnaissable. Selon lui, cela lui permet de « raconter de vieilles histoires de façon nouvelle ».
Il est un des douze ambassadeurs de la marque d’appareils photos Canon.

## Reportages principaux
- Reportage sur le massacre des gorilles dans la région de Virunga en République Démocratique du Congo[5]
- Reportage sur le trafic de cornes de rhinocéros[6]
- En 2013, il part photographier des enfants aveugles en Inde et documenter la « chirurgie miracle » qui leur permet de recouvrer la vue[7].

## Prix et récompenses
World Press Photo
- 2017 : 1er prix – catégorie Nature stories
- 2012 : 1er prix – catégorie Nature stories
- 2012 : 1er prix – catégorie Contemporary Issues singles[8]
- 2008 : 1er prix – catégorie Comtemporary Issues singles
- 2005 : 3e prix – catégorie Portraits
- 2003 : 1er prix – catégorie Portraits singles
- 2003 : 2e prix – catégorie Portraits stories[9]

Visa pour l'image de Perpignan
- 2008 : Visa d'or catégorie Magazine[10]
- 2022 : Visa d'or catégorie Magazine[11]

Pictures of the Year International
- 2012 : 1er prix – catégorie Environmental Vision
- 2012 : 3e prix – catégorie Science & Natural History Picture Story
- 2012 : 3e prix – catégorie Issue Reporting Picture Story [12]

Lucie Awards
- 2008 : Photographe International de l’Année[13]